# Gare de Valdieu
La gare de Valdieu est une ancienne gare ferroviaire française de la ligne de Paris-Est à Mulhouse-Ville, située à proximité du village centre, sur le territoire de la commune de Valdieu-Lutran, dans le département du Haut-Rhin, en région Grand Est.
C'est une halte ferroviaire de la Société nationale des chemins de fer français (SNCF) qui était desservie par des trains TER Alsace et TER Franche-Comté.
En raison de l'arrivée du TGV Rhin-Rhône, la suppression de l'arrêt de Valdieu a été effective à partir du 11 décembre 2011. La SNCF et la Région Alsace espèrent sa réouverture lors de la mise en service de la seconde phase de la LGV Rhin-Rhône entre Petit-Croix et Lutterbach.

## Situation ferroviaire
Établie à 343 m d'altitude, la gare de Valdieu est située au point kilométrique (PK) 459,586 de la ligne de Paris-Est à Mulhouse-Ville, entre les gares de Montreux-Vieux et de Dannemarie, dont elle est séparée par le viaduc de Dannemarie.

## Service des voyageurs

### Accueil
Halte SNCF, c'est un point d'arrêt non géré (PANG) à entrée libre. 

### Desserte
Valdieu était desservie par des trains TER Alsace et TER Franche-Comté, qui effectuaient des missions entre les gares de Belfort et de Mulhouse-Ville.

### Intermodalité
Un parking pour les véhicules est aménagé. La halte est située à proximité immédiate du village centre.